# تريستانا (فلم)
تريستانا (بالإنجليزية: Tristana) فيلم دراما إسباني فرنسي إيطالي مشترك لعام 1970 للمخرج الإسباني لويس بونويل، استنادًا إلى رواية عام 1892 التي تحمل نفس العنوان للكاتب بينيتو بيريز جالدوس. الفيلم من بطولة كاثرين دينوف وفرناندو ري وتم تصويره في توليدو بإسبانيا. تمت دبلجة أصوات الممثلة الفرنسية كاثرين دونوف والممثل الإيطالي فرانكو نيرو إلى اللغة الإسبانية.
صدر الفيلم إلى دور العرض الإسبانية في 29 مارس 1970، والفرنسية في 29 أبريل 1970، والإيطالية في 27 أغسطس 1970.

## طاقم التمثيل
كاثرين دونوف: في دور تريستانا
فرناندو ري: في دور دون لوبي جاريدو
فرانكو نيرو: في دور هوراسيو دياز
لولا جاوس: في دور زحل
أنطونيو كاساس: في دور دون كوزمي
جيسوس فرنانديز: في دور زحل
دينيس مينيس: في دور أرماندا
فيسنتي سولار: في دور دون أمبروسيو
خوسيه كالفو: في دور بيلرينجر
فرناندو سيبريان: في دور الدكتور ميكيس
خوسيه ماريا كافاريل: في دور دون زينون
أنطونيو فيرانديس: في دور مشتري
كانديدا لوسادا: في دور مواطنة
خواكين بامبلونا: في دور دون جواكين
ماري باز بوندال: في دور فتاة
خوانجو مينينديز: في دور دون كانديدو
خوسيه بلانش: في دور القائد
سيرجيو مينديزابال: في دور المدير 

## أحداث الفيلم
تدور أحداث القصة في أواخر العشرينيات وأوائل الثلاثينيات. تموت والدة الشابة الجميلة تريستانا (كاثرين دونوف)، وتعمل في خدمة النبيل دون لوبي جاريدو (فرناندو ري) هو أرستقراطي محترم ومناهض للكهنة وليبرالي مع مبادئ اشتراكية، ويصبح الوصي على تريستانا. ينتهك دون لوب تريستانا جنسيًا وتتطور العلاقة إلى خليط من علاقة حب وأبوة غريبة، وبالتالي يعاملها كزوجة وابنة في عمر 19 عامًا. وبحلول سن 21 عامًا، تبدأ تريستانا في الإحساس بكيانها، وتطلب دراسة الموسيقى والفن والموضوعات الأخرى التي ترغب في أن تجعلها مستقلة، فهي غاضبة من دون لوبي الذي يعتقد أن المرأة غير جديرة بالثقة ويجب أن تبقى في البيت. تلتقي بالفنان الشاب هوراسيو دياز (فرانكو نيرو)، وتقع في حبه وتترك توليدو في النهاية لتعيش معه. تصاب بمرض، بعد سنوات، يفقدها ساقها، ويعيدها هوراسيو إلى دون لوبي، وتتغير آفاقها وتطلعاتها. يرث دون لوبي ثروة بعد وفاة شقيقته، ويتزوج تريستانا في النهاية وتصبح امرأة ساخرة وتشعر بالمرار، وعندما يمرض دون لوبي، تقضي عليه تريستانا من خلال التظاهر بالاتصال بالطبيب وتفتح النافذة أمام برد الشتاء.

## الإنتاج
بدأ المخرج لويس بونويل العمل لأول مرة على «تريستانا» في عام 1962 بعد أن رفضت الرقابة الإسبانية نصه المقدم. دفع بونويل مبلغ 30 ألف دولار لكتابة سيناريو جديد واشترك في كتابته مع خوليو الجاندرو في ديسمبر 1962 وقاموا بتحديث إعداد الرواية إلى الفترة بين أواخر العشرينيات وأوائل الثلاثينيات. قدم بونويل وشركة الإنتاج إيبوكا نصهما إلى الرقابة الإسبانية في ربيع عام 1963، على أمل أن يبدأ التصوير في الصيف، وفي اللحظة الأخيرة، رفضت وزارة الثقافة السيناريو بسبب تصويره للمبارزة، وقام بونويل بإخراج الفيلم الفرنسي «مذكرات خادمة الغرف Diary of a Chambermaid» بدلاً من ذلك في عام 1964. قرر بونويل العودة إلى إسبانيا في ديسمبر 1968، بعد أن سمحت له الكنيسة الكاثوليكية بالعودة، وعند عودته اقترب منه منتجون من شركة إيبوكا لإحياء تريستانا. لم يكن بونويل مهتمًا في البداية وأراد بدلاً من ذلك تصوير سيناريو فيلمه «الراهب»، والذي كان من الممكن أن يقوم ببطولته جين مورو وبيتر أوتول وعمر الشريف. لكن المنتجين في إيبوكا تمكنوا من العثور على تمويل من مستثمرين ايطاليين وفرنسيين وتأمين استوديوهات سيانا المبنية حديثًا في مدريد، مما أقنع بونويل بالموافقة على المشروع، وأنهي بونويل واليجاندرو سريعًا مسودتهما الرابعة من السيناريو.
أراد بونويل أن تكون تريستانا هي عودته المظفرة إلى إسبانيا بعد أن عاش في المكسيك لعدة عقود وعمل بجد على الفيلم. سافر بونويل إلى إسبانيا في ربيع عام 1969 لبدء العمل على الفيلم، وسرعان ما صادف مصعاب الرقيب الإسباني. جعلت حكومة فرانكو الإسبانية من الصعب على المخرج الملحد سيئ السمعة والصريح أيضاً بونويل الحصول على الموافقة على أفلامه. ومع ذلك، كان من المعروف أن وزير الإعلام مانويل فراغا إيريبارن أكثر ليبرالية من الوزراء السابقين وأخبر بونويل أنه لن يوافق على السيناريو إلا إذا وعد بونويل بعدم تغيير السيناريو أثناء تصوير الفيلم. رفض بونويل، مشيرًا إلى أن النص كان مجرد مخطط. في النهاية، جعل بونويل صديقه المشترك رافائيل مينديز وصديقه المشترك لفراجا بمثابة وسيط وإقناع فراجا بالموافقة على السيناريو.

## استقبال الفيلم
منح موقع الطماطم الفاسدة الفيلم تقييماً مقداره 97% بناءاً على آراء 32 ناقداً سينمائياً.
منح موقع قاعدة بيانات الأفلام على الإنترنت الفيلم درجة 7.5/ 10.

## الجوائز والترشيحات
جوائز الاوسكار، الولايات المتحدة الأمريكية 1971: رشح لجائزة أفضل فيلم أجنبي.
جوائز دائرة كتاب السينما، اسبانيا 1971: فاز بجائزة أفضل فيلم، وجائزة أفضل إخراج (لويس بونويل)، وأفضل ممثل (فرناندو ري).
جوائز فوتوجرامز دو بلاتا، إسبانيا 1971: فاز بجائزة أفضل مؤدي في فيلم إسباني (فرناندو ري)، ورشح لجائزة أفضل مؤدية في فيلم إسباني (لولا جاوس)
جوائز المشهد الوطني الإسباني 1970: فاز بجائزة أفضل ممثلة مساعدة (لولا جاوس)، وجائزة أفضل فيلم، وجائزة أفضل ممثل (فرناندو ري)، وجائزة أفضل تصوير سينمائي (خوسيه إف أجوايو).
جوائز (ACE)، إسبانيا 1971: فاز بجائزة أفضل ممثل (فرناندو ري).
جوائز سانت جوردي 1970: فاز بجائزة أفضل فيلم، وجائزة أفضل ممثل (فرناندو ري).
جوائز جمعية نقاد السينما التركية (سياد) عام 1972: رشح لجائزة أفضل فيلم أجنبي (المركز الثاني).

## روابط خارجية
- تريستانا على موقع IMDb (الإنجليزية)
- تريستانا على موقع ميتاكريتيك (الإنجليزية)
- تريستانا على موقع الموسوعة البريطانية (الإنجليزية)
- تريستانا على موقع روتن توميتوز (الإنجليزية)
- تريستانا على موقع ألو سيني (الفرنسية)
- تريستانا على موقع Turner Classic Movies (الإنجليزية)
- تريستانا على موقع أول موفي (الإنجليزية)
- تريستانا على موقع فيلمافينيتي (الإسبانية)
- تريستانا على موقع قاعدة بيانات الأفلام السويدية (السويدية)
- تريستانا على موقع قاعدة بيانات الفيلم (الإنجليزية)